# Wentworth (Missouri)
Wentworth é uma vila localizada no estado americano de Missouri, no Condado de Newton.

## Demografia
Segundo o censo americano de 2000, a sua população era de 141 habitantes.
Em 2006, foi estimada uma população de 149, um aumento de 8 (5.7%).

## Geografia
De acordo com o United States Census Bureau tem uma área de
0,5 km², dos quais 0,5 km² cobertos por terra e 0,0 km² cobertos por água.

## Localidades na vizinhança
O diagrama seguinte representa as localidades num raio de 16 km ao redor de Wentworth.